# Adriano Frassinelli
Adriano Frassinelli (ur. 11 kwietnia 1943 w Pieve di Cadore) – włoski bobsleista. Srebrny medalista olimpijski z Sapporo.
Zawody w 1972 były jego jedynymi igrzyskami olimpijskimi. Po medal sięgnął w czwórkach. Osadę tworzyli także Nevio De Zordo, Gianni Bonichon i Corrado Dal Fabbro. Również z De Zordo w roli pilota był mistrzem świata w 1969 w dwójkach.